# Marie Františka Orleánská z Braganzy
Marie Františka z Orléans-Braganzy (8. září 1914 Eu – 15. ledna 1968 Lisabon) byla pravnučka brazilského císaře Pedra II. (ze strany jeho dcery Izabely), císařská princezna a titulární císařovna brazilská: Její matka pocházela z českého hraběcího rodu Dobřenských z Dobřenic.

## Život
Marie Františka (celým jménem Marie Františka Amélie Luisa Viktorie Tereza Alžběta Michaela Gabriela Rafaela Gonzaga z Orléans a Braganzy a Dobřenská z Dobřenic, portugalsky Maria Francisca Amélia Luísa Vitória Teresa Isabel Miguela Gabriela Rafaela Gonzaga de Orléans e Bragança e Dobrzensky de Dobrzenicz) se narodila jako dcera Pedra de Alcântara, knížete z Grão Para, a jeho ženy Alžběty, rozené hraběnky Dobřenské z Dobřenic. Aby se Pedro mohl oženit s českou hraběnkou, byl nucen vzdát se veškerých dynastických nároků. Alžběta sice pocházela ze šlechtické rodiny, která však nepatřila mezi panovnické rody.
Ze strany svého otce byla Františka pravnučkou brazilského císaře Pedra I., (Pedra IV. jako krále portugalského), pravnučkou císaře Pedra II., mladšího bratra královny Marie II. a také pravnučkou francouzského krále Ludvíka Filipa I.
První roky svého života prožila princezna Marie Františka, již v rodině nazývali většinou zdrobněle „Chica“, se svými bratry a sestrami v Normandii po boku rodičů a prarodičů.
V roce 1920, ve věku šesti let, navštívila Marie Františka poprvé Brazílii, poté, co byl výnosem prezidenta Epitácio Pessoa zrušen „exilový zákon“, který kdysi donutil její rodinu zemi opustit. Roku 1922 se princezna do Brazílie vrátila, a to u příležitosti oslav sta let nezávislosti země. V roce 1936 se i s rodinou v Brazílii usadila trvale.
Roku 1951 zemřel portugalský prezident Óscar Carmona. Nový diktátor António de Oliveira Salazar zvažoval myšlenku na restauraci monarchie, s Duarte Nunem a Marií Františkou coby panovníky. Poté však diktátor změnil názor na věc a rozhodl se ponechat si vládu v zemi pro sebe.

## Tituly
- 8. září 1914 – 13. října 1942: Její královská a císařská výsost princezna princezna Maria Francisca di Orléans-Braganza, princezna brazilská
- 13. října 1942 – 15. ledna 1968: Její královská a císařská výsost princezna princezna Maria Francisca di Orléans-Braganza, princezna portugalská, vévodkyně z Braganzy, princezna z Orléans-Braganzy, princezna brazilská

## Sňatek
13. října 1942, se vdala za Duarte Nuno z Braganzy, a následníka portugalského trůnu, syna Michala Januário z Braganzy, civilně v Rio de Janeiro a církevní obřad pak 15. října v Petrópolis (ve státě Rio de Janeiro).
Měli tři společné děti:
- Duarte Pio z Braganzy (* 15. 5. 1945 Bern), vévoda z Braganzy, Guimarães a Barcelos, markýz z Vila Viçosa, hrabě z Arraiolos, Ourém, Faria, Neiva a Guimarães, od roku 1976 hlava dynastie Braganzů, manž. 1995 Isabel Curvelo di Heredia (* 22. 11. 1966 Lisabon), mají spolu tři děti;
- Miguel Rafael z Braganzy (* 3. 12. 1946 Bern), 8. vévoda z Viseu
- Henrique Nuno z Braganzy (6. 11. 1949 Bern – 14. 2. 2017 Ferragudo), 4. vévoda z Coimbry, svobodný a bezdětný

## Smrt
Marie Františka zemřela 15. ledna 1968 v Lisabonu a její ostatky byly uloženy v klášteře Pěti ran ve Vila Viçosa, tradičním mauzoleu vévodů z  Bragançy.